# Typhlocharis besucheti
Typhlocharis besucheti is een keversoort uit de familie van de loopkevers (Carabidae). De wetenschappelijke naam van de soort is voor het eerst geldig gepubliceerd in 1972 door Vigna Taglianti.